# Inoculação

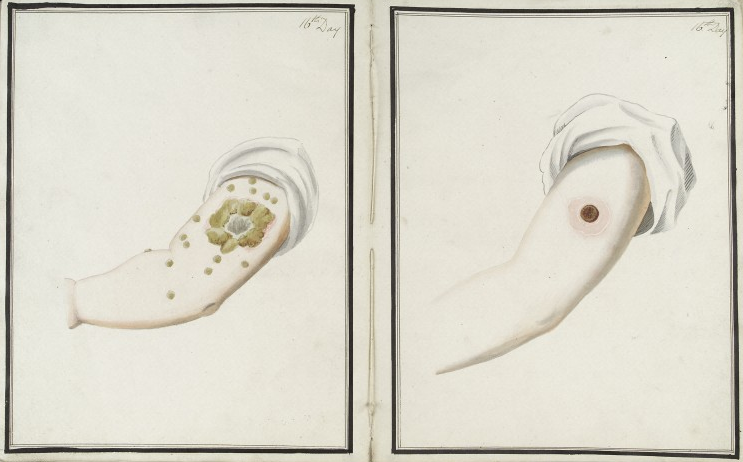
Representação da inoculação da varíola

A inoculação o ato de implantar um patógeno ou outro micróbio ou vírus em uma pessoa ou outro organismo. É um método de induzir artificialmente a imunidade contra várias doenças infecciosas. O termo "inoculação" também é usado de forma mais geral para se referir ao depósito intencional de micróbios em qualquer meio de crescimento, como em uma placa de Petri usada para cultivar o micróbio, ou em ingredientes alimentares para fazer alimentos cultivados, como iogurte e bebidas fermentadas, como cerveja e vinho. Este artigo é principalmente sobre o uso da inoculação para produzir imunidade contra a infecção. A inoculação tem sido usada para erradicar a varíola e reduzir acentuadamente outras doenças infecciosas, como a poliomielite. Embora os termos "inoculação", "vacinação" e "imunização" sejam frequentemente usados alternadamente, há diferenças importantes. Inoculação é o ato de implantar um patógeno ou micróbio em uma pessoa ou outro receptor; vacinação é o ato de implantar ou dar uma vacina especificamente a alguém; e imunização é o desenvolvimento de resistência a doenças que resulta da resposta do sistema imunológico a uma vacina ou infecção natural.

## Terminologia
Até o início de 1800, a inoculação se referia apenas à variolação (do latim variola = varíola), antecessora da vacina contra a varíola. A vacina contra a varíola, introduzida por Edward Jenner em 1796, foi chamada de inoculação de varíola bovina ou inoculação de vacina (do latim vacca = vaca). A inoculação da varíola continuou a ser chamada de variolação, enquanto a inoculação da varíola bovina foi chamada de vacinação (do termo de Jenner variolae vaccinae = varíola da vaca). Louis Pasteur propôs em 1861 estender os termos vacina e vacinação para incluir os novos procedimentos de proteção que estavam sendo desenvolvidos. A imunização refere-se ao uso de vacinas, bem como o uso de antitoxina, que contém anticorpos pré-formados, como a difteria ou exotoxinas tetânicas. Em uso não técnico, a inoculação é agora mais ou menos sinônimo de injeções protetoras e outros métodos de imunização.
A inoculação também tem um significado específico para procedimentos feitos in vitro (em vidro, ou seja, não em um corpo vivo). Estes incluem a transferência de microrganismos de e para aparelhos de laboratório, como tubos de ensaio e placas de Petri em laboratórios de pesquisa e diagnóstico, e também em aplicações comerciais, como fabricação de cerveja, panificação, enologia (vinificação) e produção de antibióticos. Por exemplo, o queijo azul é feito inoculando-o com o mofo Penicillium roqueforti e, muitas vezes, certas bactérias.

## Etimologia
O termo inoculado entrou no inglês médico através do uso hortícola que significa enxertar um broto de uma planta em outra. Deriva do latim in- 'in' + oculus 'olho' (e por metáfora, 'broto').  (O termo inócuo não está relacionado, pois deriva do latim in- 'não' + nocuus 'nocivo'.)

## Obsolescência
Em 1798, o médico britânico Edward Jenner publicou os resultados de seus experimentos e, assim, introduziu o método muito superior e mais seguro de inoculação com o vírus da varíola bovina, uma infecção leve que também induziu imunidade à varíola. Jenner foi o primeiro a publicar evidências de que era eficaz e a fornecer conselhos sobre sua produção. Seus esforços levaram a inoculação da varíola a cair em desuso, e eventualmente ser proibida na Inglaterra em 1840.7